# Ludomir Różycki

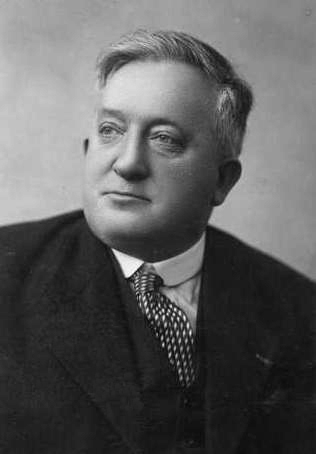
Ludomir Różycki omstreeks 1932

Ludomir Różycki (Poolse uitspraak: "luˈdɔmir ruˈʐɨt͡skʲi") (Warschau, 18 september 1883 - Katowice, 1 januari 1953) was een Pools componist en dirigent.  Hij behoorde samen met Mieczysław Karłowicz, Karol Szymanowski en Grzegorz Fitelberg tot de groep componisten die bekend werd als Jong Polen, die als doel had om de Poolse muziekcultuur van hun generatie te promoten en uit te bouwen.

## Levensloop
Rózycki's vader Aleksander was leraar piano en compositie op het Muziekinstituut van Warschau waar Ludomir studeerde bij componist Zygmunt Noskowski, die ook de leraar was van Karol Szymanowski en Grzegorz Fitelberg. 
In 1907 voltooide Rózycki zijn verdere studie bij Engelbert Humperdinck in Berlijn en een jaar later werd hij dirigent bij de opera in Lwów (het huidige L'viv, in Oekraïne). Van  1912-1918 verbleef hij in West-Europa en in in 1919 keerde hij voor een jaar terug naar Warschau om te dirigeren in het Grand Theatre. De rest van zijn leven wijdde hij aan componeren en lesgeven. Eerst kort aan de Muziekacademie van Warschau, begin jaren 30, en later, vanaf 1945, aan de State Higher School of Music in Katowice.
Rózycki is bekend gebleven door zijn baletten en opera’s waarvan vele gebaseerd zijn op de Poolse geschiedenis en cultuur.
Rózycki’s meest populaire toneelwerk in Polen en elders is zijn uitbundige ballet van de Poolse legende over de Faustiaanse Pan Twardowski (‘Mr. Twardowski’) uit 1920, het eerste samengestelde ballet dat in het buitenland werd opgevoerd (Kopenhagen, Praag, Brno, Zagreb, Belgrado en Wenen). Het ballet – waarin de invloed van Tsjaikovski duidelijk te horen is, werd meer dan 800 maal in Warschau zelf uitgevoerd. 
Rózycki componeerde ook acht opera’s, waaronder Casanova en Eros i Psyche (“Eros en Psyche”, op een libretto van Jerzy Żuławski). Dit laatste werk ging in première in Breslau in 1917.